# Thomas Malton le Jeune
Pour les articles homonymes, voir Thomas Malton.
Thomas Malton, né en 1748 et mort le 7 mars 1804, dit Thomas Malton le Jeune ou Thomas Malton Junior, est un peintre topographe et graveur anglais.
Il est le fils de Thomas Malton l'Ancien (en).
Joseph Mallord William Turner et Thomas Girtin ont fait partie de ses élèves.